# Dichocrocis definita
Dichocrocis definita là một loài bướm đêm trong họ Crambidae.